# Kristjan Ilves
Kristjan Ilves (ur. 10 czerwca 1996 w Tartu) – estoński dwuboista klasyczny i skoczek narciarski, trzykrotny medalista mistrzostw świata juniorów w kombinacji norweskiej, zwycięzca Letniego Grand Prix w kombinacji norweskiej.

## Kariera
Po raz pierwszy na arenie międzynarodowej pojawił się w 2011 roku podczas mistrzostw świata juniorów w Otepää. Zajął tam 48. miejsce w sprincie. W 2012 roku wystartował w kombinacji na igrzyskach olimpijskich młodzieży w Innsbrucku, gdzie zajął siódme miejsce. Na rozgrywanych rok później mistrzostwach świata juniorów w Libercu, gdzie zdobył brązowy medal w sprincie. Wynik ten powtórzył na mistrzostwach świata juniorów w Ałmaty w 2015 roku oraz rozgrywanych rok później mistrzostwach świata juniorów w Râșnovie.
W zawodach Pucharu Świata zadebiutował 2 lutego 2013 roku w Soczi, gdzie zajął 41. miejsce w Gundersenie. Pierwsze pucharowe punkty zdobył 5 stycznia 2014 roku w Czajkowskim, zajmując 30. miejsce. W klasyfikacji generalnej sezonu 2013/2014 zajął ostatecznie 80. miejsce. Po raz pierwszy na podium zawodów pucharowych stanął 4 lutego 2018 roku w Hakubie, kończąc rywalizację na drugiej pozycji. W zawodach tych rozdzielił Jana Schmida z Norwegii i Japończyka Akito Watabe. W 2013 roku wystąpił na mistrzostwach świata w Val di Fiemme, zajmując między innymi jedenaste miejsce w sztafecie. Na rozgrywanych dwa lata później mistrzostwach świata w Falun był dziesiąty w sztafecie i jedenasty sprincie drużynowym, a indywidualnie plasował w czwartej dziesiątce. W międzyczasie wziął udział w igrzyskach olimpijskich w Soczi, gdzie na dużej skoczni zajął 34. miejsce, a na normalnym obiekcie uplasował się na 41. pozycji.
W 2017 roku został zwycięzcą klasyfikacji generalnej Letniego Grand Prix. Ilves został pierwszym Estończykiem w historii, który wygrał ten cykl.

## Osiągnięcia

### Igrzyska olimpijskie
| Miejsce | Dzień     | Rok  | Miejscowość | Konkurencja           | Wynik zwycięzcy | Strata  | Zwycięzca       |
| ------- | --------- | ---- | ----------- | --------------------- | --------------- | ------- | --------------- |
| 41.     | 12 lutego | 2014 | Soczi       | Gundersen HS106/10 km | 23:50,2         | +3:33,6 | Eric Frenzel    |
| 34.     | 18 lutego | 2014 | Soczi       | Gundersen HS140/10 km | 22:45,5         | +2:44,0 | Jørgen Gråbak   |
| 16.     | 14 lutego | 2018 | Pjongczang  | Gundersen HS109/10 km | 24:51,4         | +2:11,9 | Eric Frenzel    |
| 28.     | 20 lutego | 2018 | Pjongczang  | Gundersen HS140/10 km | 23:52,5         | +3:15,8 | Johannes Rydzek |
| 9.      | 15 lutego | 2022 | Zhangjiakou | Gundersen HS140/10 km | 27:13,3         | +1:00,2 | Jørgen Graabak  |

### Mistrzostwa świata
| Miejsce | Dzień     | Rok  | Miejscowość      | Konkurencja                     | Wynik zwycięzcy | Strata  | Zwycięzca           |
| ------- | --------- | ---- | ---------------- | ------------------------------- | --------------- | ------- | ------------------- |
| 48.     | 22 lutego | 2013 | Val di Fiemme    | Gundersen HS106/10 km           | 29:13,2         | +4:55,2 | Jason Lamy Chappuis |
| 11.     | 24 lutego | 2013 | Val di Fiemme    | Sztafeta HS106/4x5 km           | 57:34,0         | +5:18,2 | Francja             |
| 39.     | 28 lutego | 2013 | Val di Fiemme    | Gundersen HS134/10 km           | 27:22,8         | +5:09,5 | Eric Frenzel        |
| 40.     | 20 lutego | 2015 | Falun            | Gundersen HS100/10 km           | 26:38,9         | +3:36,1 | Johannes Rydzek     |
| 10.     | 22 lutego | 2015 | Falun            | Sztafeta HS100/4x5 km           | 44:20,7         | +5:25,8 | Niemcy              |
| 38.     | 26 lutego | 2015 | Falun            | Gundersen HS134/10 km           | 22:45,8         | +3:21,8 | Bernhard Gruber     |
| 11.     | 28 lutego | 2015 | Falun            | Sprint drużynowy HS134/2x7,5 km | 38:31,6         | +3:36,5 | Francja             |
| 23.     | 24 lutego | 2017 | Lahti            | Gundersen HS100/10 km           | 26:19,6         | +1:48,7 | Johannes Rydzek     |
| 9.      | 26 lutego | 2017 | Lahti            | Sztafeta HS100/4x5 km           | 47:57,3         | +3:39,7 | Niemcy              |
| 27.     | 1 marca   | 2017 | Lahti            | Gundersen HS130/10 km           | 26:41,6         | +3:31,2 | Johannes Rydzek     |
| 12.     | 3 marca   | 2017 | Lahti            | Sprint drużynowy HS130/2x7,5 km | 28:45,8         | +1:51,1 | Niemcy              |
| DNS     | 22 lutego | 2019 | Seefeld in Tirol | Gundersen HS130/10 km           | 23:43,0         | -       | Eric Frenzel        |
| 43.     | 28 lutego | 2019 | Seefeld in Tirol | Gundersen HS109/10 km           | 25:01,3         | +4:07,1 | Jarl Magnus Riiber  |
| 19.     | 26 lutego | 2021 | Oberstdorf       | Gundersen HS106/10 km           | 23:01,2         | +1:46,3 | Jarl Magnus Riiber  |
| 11.     | 4 marca   | 2021 | Oberstdorf       | Gundersen HS137/10 km           | 23:11,1         | +2:36,2 | Johannes Lamparter  |
| 8.      | 6 marca   | 2021 | Oberstdorf       | Sprint drużynowy HS137/2x7,5 km | 29:29,7         | +4:30,6 | Austria             |
| 6.      | 25 lutego | 2023 | Planica          | Gundersen HS102/10 km           | 24:36,3         | +45,1   | Jarl Magnus Riiber  |
| 4.      | 4 marca   | 2023 | Planica          | Gundersen HS138/10 km           | 23:42,6         | +1:09,0 | Jarl Magnus Riiber  |
| 20.     | 1 marca   | 2025 | Trondheim        | Kompakt HS102/7,5 km            | 17:13,4         | +1:09,7 | Jarl Magnus Riiber  |
| 11.     | 8 marca   | 2025 | Trondheim        | Gundersen HS138/10 km           | 24:57,5         | +2:27,9 | Jarl Magnus Riiber  |

### Mistrzostwa świata juniorów
| Miejsce | Dzień       | Rok  | Miejscowość   | Konkurencja           | Wynik zwycięzcy | Strata  | Zwycięzca             |
| ------- | ----------- | ---- | ------------- | --------------------- | --------------- | ------- | --------------------- |
| 48.     | 29 stycznia | 2011 | Otepää        | Sprint HS100/5 km     | 12:44,5         | +3:52,7 | Marjan Jelenko        |
| 10.     | 23 stycznia | 2013 | Liberec       | Gundersen HS100/10 km | 24:51,0         | +1:20,6 | Manuel Faißt          |
| 3.      | 25 stycznia | 2013 | Liberec       | Sprint HS100/5 km     | 11:49,4         | +25,2   | Manuel Faißt          |
| 8.      | 26 stycznia | 2013 | Liberec       | Sztafeta HS100/4x5 km | 47:46,9         | +2:59,2 | Niemcy                |
| 16.     | 30 stycznia | 2014 | Val di Fiemme | Gundersen HS106/10 km | 29:47,1         | +2:25,6 | Philipp Orter         |
| 7.      | 1 lutego    | 2014 | Val di Fiemme | Gundersen HS106/5 km  | 13:44,2         | +53,4   | Philipp Orter         |
| 12.     | 4 lutego    | 2015 | Ałmaty        | Gundersen HS100/10 km | 25:54,2         | +1:21,7 | Jarl Magnus Riiber    |
| 3.      | 6 lutego    | 2015 | Ałmaty        | Gundersen HS100/5 km  | 12:21,8         | +48,3   | Jarl Magnus Riiber    |
| 7.      | 23 lutego   | 2016 | Râșnov        | Gundersen HS100/10 km | 28:02,1         | +3:06,6 | Bernhard Flaschberger |
| 3.      | 25 lutego   | 2016 | Râșnov        | Gundersen HS100/5 km  | 11:01,5         | +5,4    | Tomáš Portyk          |
| 10.     | 26 lutego   | 2016 | Râșnov        | Sztafeta HS100/4x5 km | 48:41,4         | +8:49,1 | Austria               |

### Puchar Świata

#### Miejsca w klasyfikacji generalnej
- sezon 2012/2013: niesklasyfikowany
- sezon 2013/2014: 80.
- sezon 2014/2015: 66.
- sezon 2015/2016: 54.
- sezon 2016/2017: 42.
- sezon 2017/2018: 19.
- sezon 2018/2019: 54.
- sezon 2019/2020: 31.
- sezon 2020/2021: 17.
- sezon 2021/2022: 5.
- sezon 2022/2023: 5.
- sezon 2023/2024: 5.
- sezon 2024/2025: 10.

#### Miejsca na podium
| Nr  | Data             | Miejscowość | Konkurencja             | Wynik zwycięzcy | Pozycja | Strata      | Zwycięzca          |
| --- | ---------------- | ----------- | ----------------------- | --------------- | ------- | ----------- | ------------------ |
| 1.  | 4 lutego 2018    | Hakuba      | Gundersen HS131/10 km   | 25:36,5 min     | 2.      | +6,6 s      | Jan Schmid         |
| 2.  | 15 stycznia 2022 | Klingenthal | Gundersen HS140/10 km   | 25:18,5 min     | 2.      | +0,3 s      | Johannes Lamparter |
| 3.  | 16 stycznia 2022 | Klingenthal | Gundersen HS140/10 km   | 25:01,6 min     | 2.      | +8,4 s      | Johannes Lamparter |
| 4.  | 11 lutego 2023   | Schonach    | Gundersen HS100/10 km   | 23:06,0 min     | 3.      | +16,8 s     | Jens Lurås Oftebro |
| 5.  | 25 marca 2023    | Lahti       | Gundersen HS130/10 km   | 23:58,0 min     | 2.      | +1,7 s      | Jarl Magnus Riiber |
| 6.  | 26 marca 2023    | Lahti       | Gundersen HS130/10 km   | 24:16,8 min     | 3.      | +5,2 s      | Jarl Magnus Riiber |
| 7.  | 9 lutego 2024    | Otepää      | Start masowy HS97/10 km | 134,3 pkt       | 2.      | -7,3 pkt    | Jarl Magnus Riiber |
| 8.  | 10 lutego 2024   | Otepää      | Gundersen HS97/10 km    | 22:19,9 min     | 2.      | +0,4 s      | Jarl Magnus Riiber |
| 9.  | 3 marca 2024     | Lahti       | Gundersen HS130/10 km   | 23:04,9 min     | 3.      | +51,8 s     | Johannes Lamparter |
| 10. | 10 marca 2024    | Oslo        | Gundersen HS134/10 km   | 23:49,8 min     | 3.      | +2:24,0 min | Jarl Magnus Riiber |
| 11. | 17 marca 2024    | Trondheim   | Gundersen HS138/10 km   | 22:32,0 min     | 3.      | +1:08,0 min | Johannes Lamparter |
| 12. | 20 grudnia 2024  | Ramsau      | Start masowy HS98/10 km | 126,7 pkt       | 3.      | -10,2 pkt   | Jarl Magnus Riiber |

### Puchar Kontynentalny

#### Miejsca w klasyfikacji generalnej
- sezon 2010/2011: niesklasyfikowany
- sezon 2011/2012: niesklasyfikowany
- sezon 2012/2013: 68.
- sezon 2013/2014: 29.
- sezon 2014/2015: nie brał udziału
- sezon 2015/2016: 70.
- sezon 2016/2017: 9.
- sezon 2017/2018: 36.

#### Miejsca na podium chronologicznie
| Nr | Data             | Miejscowość | Konkurencja           | Wynik zwycięzcy | Pozycja | Strata | Zwycięzca    |
| -- | ---------------- | ----------- | --------------------- | --------------- | ------- | ------ | ------------ |
| 1. | 21 stycznia 2017 | Otepää      | Gundersen HS100/10 km | 22:06,8         | 1.      | -      | -            |
| 2. | 22 stycznia 2017 | Otepää      | Gundersen HS100/10 km | 22:39,5         | 3.      | +1,1   | Martin Fritz |
| 3. | 11 lutego 2017   | Eisenerz    | Gundersen HS109/10 km | 24:33,4         | 1.      | -      | -            |
| 4. | 12 lutego 2017   | Eisenerz    | Gundersen HS109/10 km | 24:19,8         | 1.      | -      | -            |

### Letnie Grand Prix

#### Miejsca w klasyfikacji generalnej
- 2012: niesklasyfikowany
- 2013: niesklasyfikowany
- 2014: 42.
- 2015: 27.
- 2016: 20.
- 2017: 1. (5.)[10]
- 2018: (23.)[11]
- 2019: (34.)[12]
- 2021: (17.)[13]
- 2022: (15.)[14]
- 2023: (50.)[15]
- 2024: (3.)[16]

#### Miejsca na podium chronologicznie
| Nr | Data             | Miejscowość | Konkurencja           | Wynik zwycięzcy | Pozycja | Strata | Zwycięzca           |
| -- | ---------------- | ----------- | --------------------- | --------------- | ------- | ------ | ------------------- |
| 1. | 25 sierpnia 2024 | Tschagguns  | Gundersen HS103/10 km | 25:41,2         | 3.      | +0,4   | Einar Lurås Oftebro |
| 2. | 28 sierpnia 2024 | Oberstdorf  | Kompakt HS137/7,5 km  | 17:43,3         | 2.      | +10,3  | Johannes Rydzek     |